# Александровка (деревня, Каменский район)
Александровка— деревня в Каменском районе Пензенской области Российской Федерации. Входит в Покрово-Арчадинский сельсовет.

## География
Деревня расположена в 4 км от Покровской-Арчады, рядом с деревней находится Земляной пруд.и река Гай.

## История
Деревня основана в 1780 годах помещиком Миротворцевым в Пензенском уезде.
В 1790 годах деревня принадлежала Анне Ивановне Миротворцевой.
В 1911 году деревня находилась в Покровско-Арчадинской волости Пензенского уезда.
В 1939-1955 годы деревня входила в состав Телегинского района.
В 1955 году была бригада колхоза имени Молотова.

## Население
| Численность населения, чел. | Численность населения, чел. | Численность населения, чел. | Численность населения, чел. | Численность населения, чел. | Численность населения, чел. | Численность населения, чел. | Численность населения, чел. | Численность населения, чел. | Численность населения, чел. | Численность населения, чел. |
| 1790                        | 1864                        | 1911                        | 1926                        | 1930                        | 1939                        | 1959                        | 1979                        | 1989                        | 1996                        | 2004                        |
| --------------------------- | --------------------------- | --------------------------- | --------------------------- | --------------------------- | --------------------------- | --------------------------- | --------------------------- | --------------------------- | --------------------------- | --------------------------- |
| 231                         | ↘118                        | ↗175                        | ↗220                        | ↗235                        | ↗295                        | ↘50                         | ↗121                        | ↘52                         | ↘40                         | ↘18                         |
| 2010                        |                             |                             |                             |                             |                             |                             |                             |                             |                             |                             |
| ↘14                         |                             |                             |                             |                             |                             |                             |                             |                             |                             |                             |

| 2010 |
| ---- |
| 14   |

| Численность населения:                                                                          |
| Графики недоступны из-за технических проблем. См. информацию на Фабрикаторе и на mediawiki.org. |